# Gabriella Wilde
Pour les articles homonymes, voir Wilde et Anstruther (homonymie).
Gabriella Wilde est une actrice et mannequin britannique née le 8 avril 1989 à Basingstoke dans le Hampshire.

## Biographie
De son vrai nom Gabriella Anstruther-Gough-Calthorpe, elle est la fille de John Anstruther-Gough-Calthorpe, un homme d’affaires, et de Vanessa Hubbard, un modèle qui a notamment posé pour David Bailey et John Swannell (en). Gabriella a une sœur cadette, Octavia, et cinq demi-frères et demi-sœurs : Georgiana, Isabella et Jacobi, issus du premier mariage de son père avec Lady Mary-Gaye Curzon ; ainsi qu’Olivia et Arabella, enfants de la précédente union de sa mère avec Sir David St Vincent Llewellyn.
Gabriella Anstruther-Gough-Calthorpe a été pensionnaire dans des internats réservés aux filles, notamment au Heathfield St Mary’s School à Ascot (Berkshire), où les cours manqués et le trafic de vodka ont entraîné sa suspension et un transfert au St Swithun’s School de Winchester (Hampshire). Elle abandonne par la suite le cursus général pour suivre des cours de beaux-arts et mener parallèlement une carrière de mannequin.

## Carrière
En décembre 2009, elle fait ses débuts en tant qu’actrice et adopte à cette occasion le pseudonyme de Wilde. Afin de se consacrer entièrement à son rôle de Saffy dans le film St. Trinian’s 2, elle renonce à son diplôme d’art à la City and Guilds of London Art School.
En mai 2010, elle apparaît dans un épisode de la série télévisée Doctor Who.
Elle pose également en tant que mannequin dans les magazines InStyle, Cosmopolitan, Vogue ou encore Nylon et pour les marques Lacoste, Abercrombie & Fitch et Burberry.
En décembre 2010, Gabriella Wilde intègre la distribution du film d’aventure Les Trois Mousquetaires, où elle joue Constance Bonacieux aux côtés d’Orlando Bloom et Logan Lerman. En 2013, elle est à l'affiche de la nouvelle adaptation de Carrie, intitulée Carrie : La Vengeance, aux côtés de Chloë Moretz et de Julianne Moore.
En 2014, elle joue le rôle de Jade Butterfield dans Un amour sans fin, en compagnie d’Alex Pettyfer.
En 2016, elle rejoint la série Poldark, où elle interprète le rôle de Caroline Penvenen jusqu'en 2019.

## Vie privée
Depuis 2009, Gabriella Wilde est la compagne du musicien britannique Alan Pownall, chanteur du groupe Pale. Après s'être fiancés en août 2013, ils se sont mariés le 13 septembre 2014. Le 3 février 2014, Gabriella a donné naissance à son premier fils Sasha Blue. Deux ans plus tard, son deuxième fils naît : Shiloh Silva,,.

## Filmographie

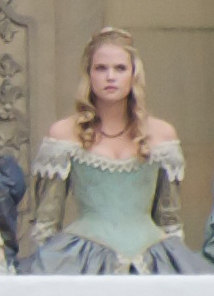
Gabriella Wilde en 2010, sur le tournage des Trois Mousquetaires

### Cinéma
- 2009 : St. Trinian's 2 : The Legend of Fritton's Gold de Oliver Parker et Barnaby Thompson : Saffy
- 2011 : Les Trois Mousquetaires de Paul W. S. Anderson : Constance Bonacieux
- 2013 : Carrie : La Vengeance de Kimberly Peirce : Susan Snell
- 2014 : Un amour sans fin de Shana Feste : Jade Butterfield
- 2014 : Squatters (vidéofilm) de Martin Weisz : Kelly Tanner
- 2020 : Wonder Woman 1984 de Patty Jenkins : Raquel

### Télévision

#### Séries télévisées
- 2010 : Doctor Who : une vampire (épisode Les Vampires de Venise)
- 2015 - 2019 : Poldark : Caroline Penvenen (35 épisodes)

#### Téléfilms
- 2012 : Dark Horse de Roland Emmerich : Wynter-Lee Cardigan